# Bnej Brak
Bnej Brak (hebrejsky  בְּנֵי בְּרַק‎, v oficiálním přepisu do angličtiny Bene Beraq, přepisováno též Bnei Brak nebo Bene Berak) je město v Izraeli v Telavivském distriktu.

## Geografie
Leží v nadmořské výšce 10 m v Izraelské pobřežní planině, přibližně 6 km severovýchodně od centra Tel Avivu. Je součástí telavivské aglomerace a na všech stranách souvisle obklopeno zastavěným územím dalších měst v rámci této aglomerace. Na západě a na jihu je to Ramat Gan, na východě Petach Tikva a Giv'at Šmu'el. Pouze na severu vytváří hranici města s Tel Avivem v jinak souvisle zastavěné krajině klín údolí řeky Jarkon. Bnej Brak se nachází v hustě osídlené oblasti, která je etnicky zcela židovská.
Město je na dopravní síť napojeno pomocí četných komunikací v rámci aglomerace Tel Avivu, zejména dálnice číslo 4. Po severním okraji města rovněž prochází železniční trať Tel Aviv – Ra'anana. Funguje tu železniční stanice Bnej Brak.

## Dějiny

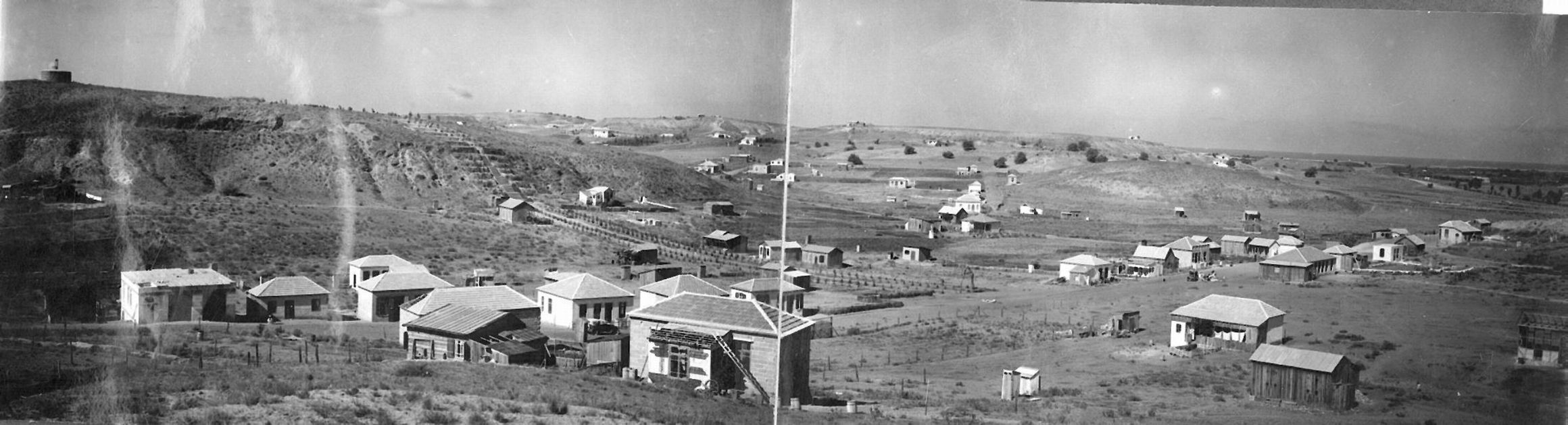
Celkový pohled na Bnej Brak v r. 1928

Bnej Brak bylo založeno 14. května 1924. Jméno odkazuje na biblické město Bené-berak citované v knize Jozue jako jedno z měst v podílu kmene Dan. Starověké město leželo asi 5 km jižně a na počátku 20. století na jeho místě stála arabská vesnice nazvaná Ibn Abrák. Od ní byly také získány pozemky pro založení novodobého Bnej Brak.

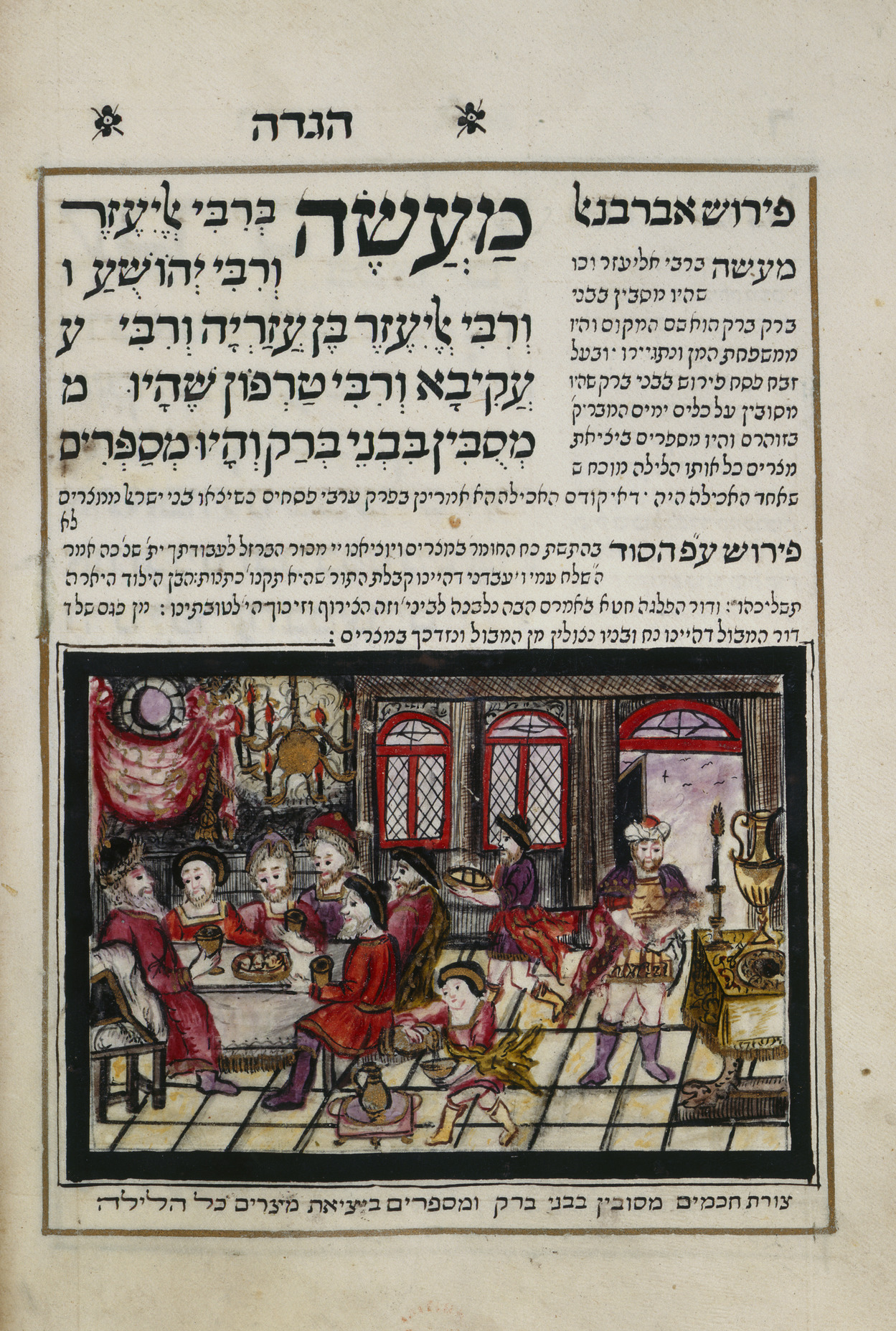
Sederová hostina rabi Akivy v Bnej Brak vyobrazená v Pesachové hagadě z r. 1740

V době antiky si Bnej Brak získalo pověst centra rabínské učenosti, zejména díky tomu, že zde dlouhou dobu sídlil rabi Akiva a s ním jeho významní žáci, jako rabi Šim'on bar Jochaj. Známá je také pasáž z Pesachové hagady popisující učenou rozmluvu rabi Akivy a jeho žáků při sederové hostině držené v Bnej Brak.
V roce 1937 získalo status místní rady (malého města) a v 8. prosince 1949 bylo povýšeno na město.
Bnej Brak je jediným izraelským velkoměstem, kde drtivou většinu obyvatelstva tvoří ultraortodoxní Židé. Jejich podíl se v roce 2007 odhadoval na 80–85 %. Město je pomyslně rozděleno na jednotlivé části podle příslušníků jednotlivých chasidských dvorů, které v nich žijí (např. Vižničtí chasidé, Belzští chasidé atp.) Vzhledem k povaze obyvatelstva, které ve městě žije, je zde velká koncentrace, synagog, ješiv, kolelů a jiných náboženských škol a institucí. Vysoká koncentrace ultraortodoxních židů v tomto městě dává Bnej Braku osobitý charakter. V Bnej Brak například nenajdeme kina, divadla, drahé módní restaurace, butiky s moderním oblečením atp. Během šabatu a židovských svátků jsou zde přísně dodržovány zákazy práce, což se projevuje například tím, že jsou zde zavřeny všechny obchody a ve městě je přísně dodržován zákaz vjezdu motorových vozidel. V Bnej Braku najdeme také jediný obchodní dům na světě, do něhož mají přístup pouze ženy. Bnej Brak má jedinou sekulární čtvrť, která se nachází na severu města a nese název Pardes Kac.
Funguje tu velká Nemocnice Ma'ajnej ha-ješua.

## Demografie
Podle údajů z roku 2009 tvořili naprostou většinu obyvatel Židé – přibližně 152 400 osob (včetně statistické kategorie „ostatní“, která zahrnuje nearabské obyvatele židovského původu ale bez formální příslušnosti k židovskému náboženství, 154 400 osob).
Podle Centrálního statistického úřadu (CBS) žilo v Bnej Brak k 31. prosinci 2017 193 800 lidí. Je to město s nejdelší průměrnou délkou života u žen (81,1 let) i mužů (77,4 let) v Izraeli.
Bnej Brak má také nejvyšší hustotu zalidnění ze všech izraelských měst. Na jeden kilometr čtvereční připadá víc než 20 000 lidí. Celkový počet obyvatel ale přesto stále stoupá. Po jisté stagnaci koncem 90. let 20. století se v letech 2000-2009 zvýšil o dalších 20 000. Ultraortodoxní obyvatelé Bnej Braku zároveň pronikají do sousedních čtvrtí města Ramat Gan. Roste i podíl ultraortodoxních obyvatel v dosud sekulární čtvrti Pardes Kac. V roce 2007 prohlásil starosta Bnej Braku Ja'akov Ašer, že bylo dosaženo maximálního možného využití zastavěných ploch a že město připravuje jen poslední dva nebo tři obytné soubory o kapacitě 750 bytových jednotek. Přesto se v dekádě 2007–2017 populace města zahušťováním osídlení zvýšila z přibližně 150 000 na téměř 195 000.
| Rok  | Obyvatelé |
| ---- | --------- |
| 1948 | 9 300     |
| 1950 | 14 300    |
| 1951 | 18 000    |
| 1952 | 20 500    |
| 1953 | 22 500    |
| 1954 | 25 000    |
| 1955 | 28 000    |
| 1956 | 32 700    |
| 1957 | 34 300    |
| 1958 | 38 300    |

| Rok  | Obyvatelé |
| ---- | --------- |
| 1959 | 41 600    |
| 1960 | 45 200    |
| 1961 | 47 000    |
| 1962 | 51 700    |
| 1963 | 54 100    |
| 1964 | 57 300    |
| 1965 | 60 400    |
| 1966 | 63 100    |
| 1967 | 64 700    |
| 1968 | 67 000    |

| Rok  | Obyvatelé |
| ---- | --------- |
| 1969 | 69 700    |
| 1970 | 72 100    |
| 1971 | 74 200    |
| 1972 | 75 700    |
| 1973 | 79 300    |
| 1974 | 81 000    |
| 1975 | 83 000    |
| 1976 | 84 400    |
| 1977 | 85 900    |
| 1978 | 87 300    |

| Rok  | Obyvatelé |
| ---- | --------- |
| 1979 | 89 600    |
| 1980 | 91 400    |
| 1981 | 92 800    |
| 1982 | 94 800    |
| 1983 | 96 100    |
| 1984 | 100 400   |
| 1985 | 102 400   |
| 1986 | 104 700   |
| 1987 | 107 400   |
| 1988 | 109 400   |

| Rok  | Obyvatelé |
| ---- | --------- |
| 1989 | 111 800   |
| 1990 | 116 700   |
| 1991 | 121 200   |
| 1992 | 124 400   |
| 1993 | 125 000   |
| 1994 | 127 100   |
| 1995 | 128 600   |
| 1996 | 130 500   |
| 1997 | 133 900   |
| 1998 | 133 900   |

| Rok  | Obyvatelé |
| ---- | --------- |
| 1999 | 134 700   |
| 2000 | 136 900   |
| 2001 | 139 000   |
| 2002 | 138 900   |
| 2003 | 139 600   |
| 2004 | 142 300   |
| 2005 | 145 100   |
| 2006 | 147 900   |
| 2007 | 151 000   |
| 2008 | 153 300   |

| Rok  | Obyvatelé |
| ---- | --------- |
| 2009 | 154 400   |
| 2010 | 158 900   |
| 2011 | 163 300   |
| 2012 | 168 800   |
| 2013 | 172 500   |
| 2014 | 178 300   |
| 2015 | 182 800   |
| 2016 | 189 000   |
| 2017 | 193 800   |
| 2018 | 193 774   |

## Galerie

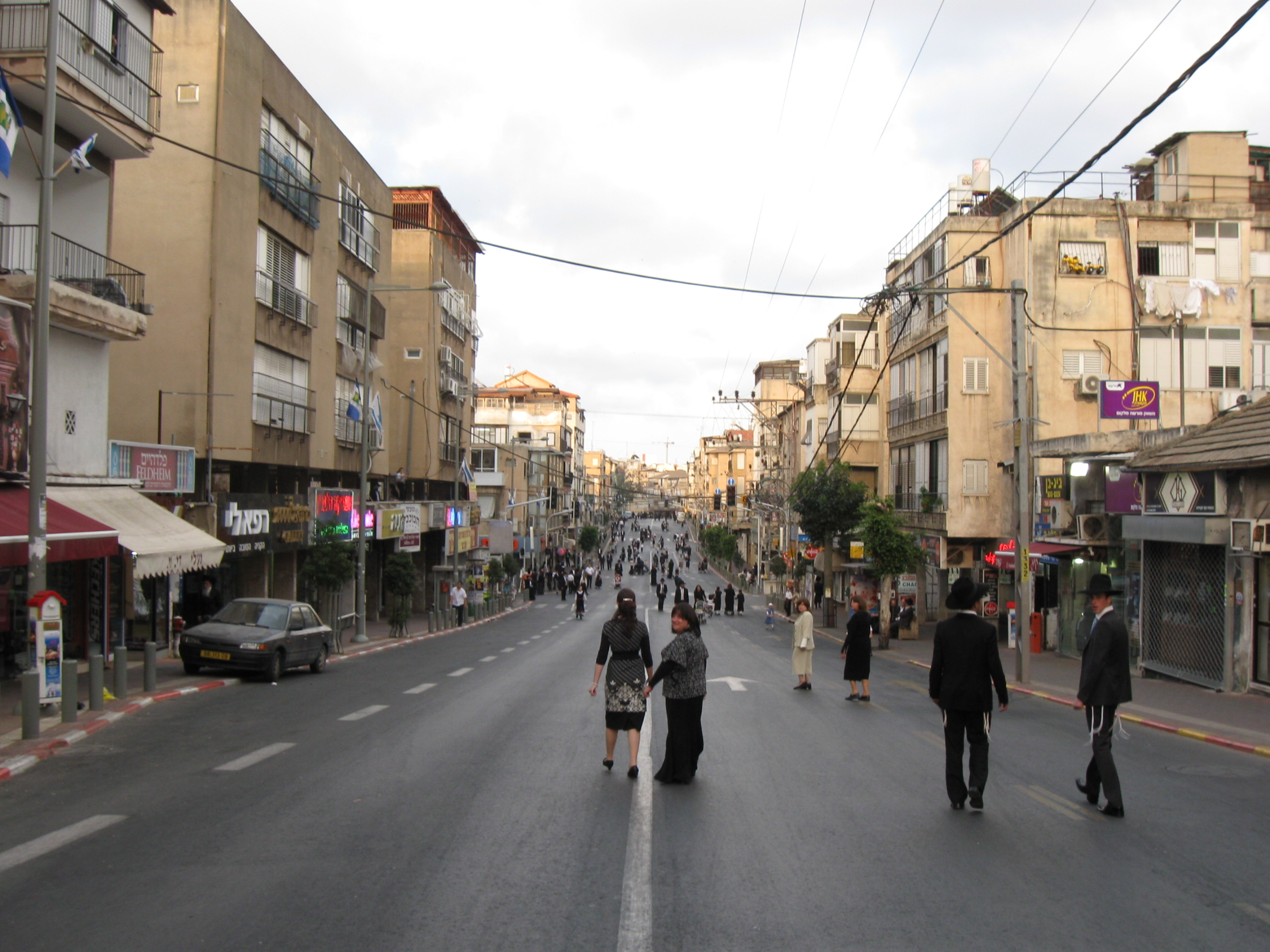
Ulice Rabi Akivy v Bnej Brak během šabatu, kdy ustává doprava
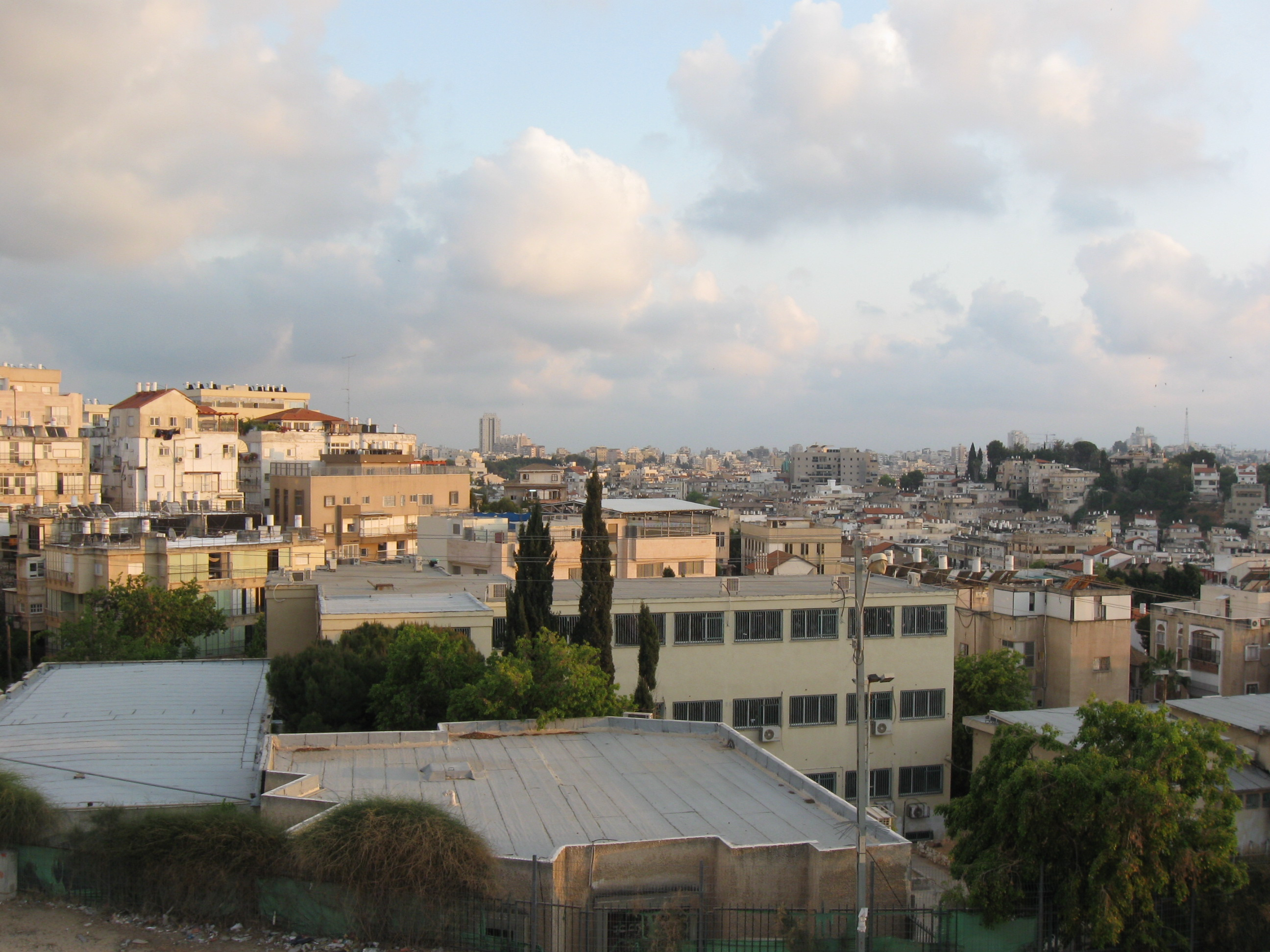
Čtvrť Giv'at Sokolov v Bnej Brak
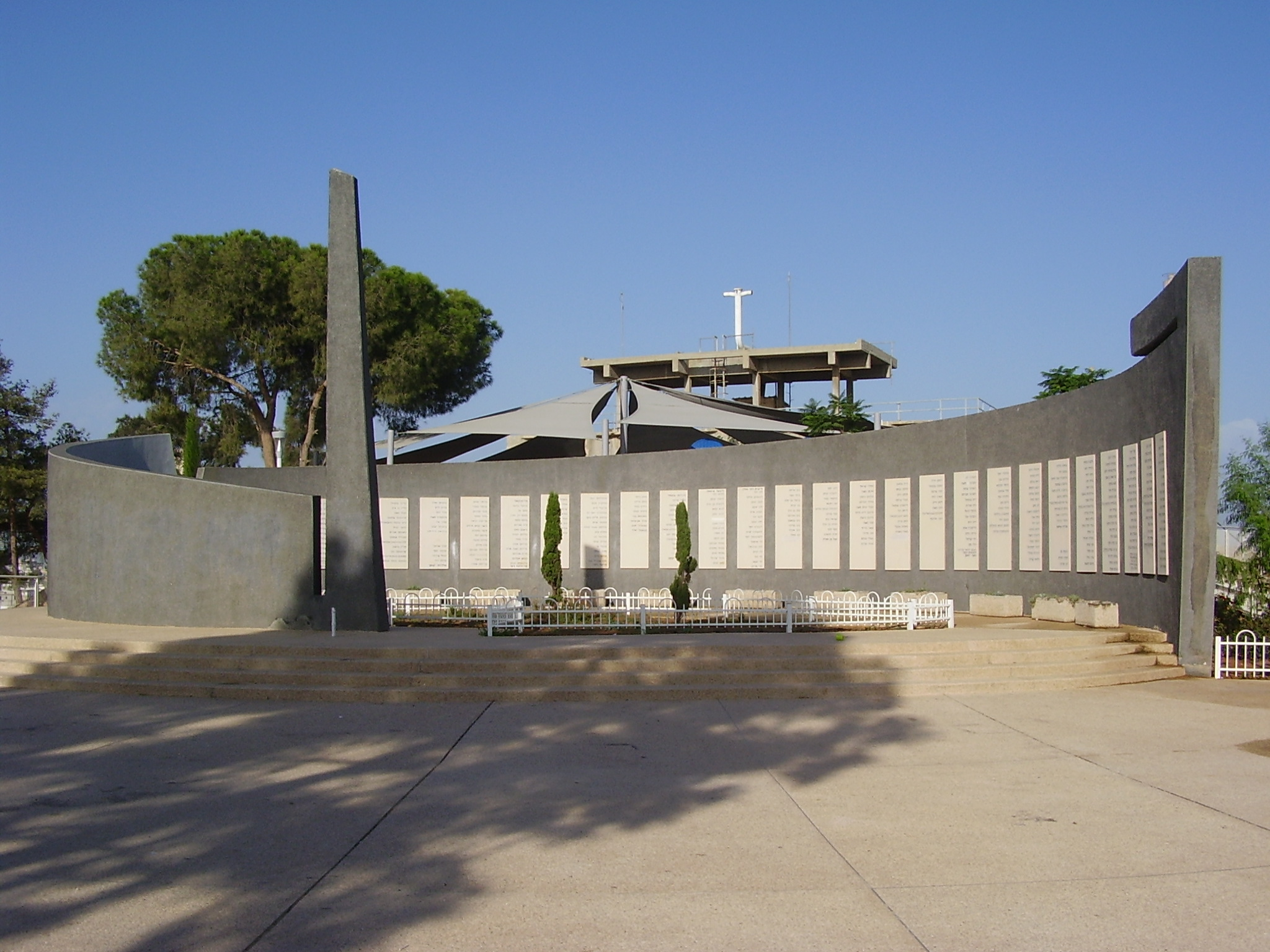
Válečný pomník v Bnej Brak